# Storfjorden (Lebesby)
 For alternative betydninger, se Storfjorden. (Se også artikler, som begynder med Storfjorden)
Storfjorden (nordsamisk: Stuorravuotna) er den inderste del af Laksefjorden i Lebesby kommune i Troms og Finnmark fylke i Norge. Fjorden går  7,5 kilometer mod syd til bygden Kunes i enden af fjorden.
Fjorden starter ved Brattholmen i nord. På østsiden ved Adasmfjordholmen går fjordarmen Adamsfjorden mod sydøst til Adamsfjord. Ud over  Kunes ligger der små landbrug langs begge sider af fjorden. Fjorden er 74 meter på det dybeste, lige syd for Brattholmen.
Fylkesvej 98 passerer enden af fjorden gennem Kunes.